# روب نيوتن
روب نيوتن (18 يناير 1990 في المملكة المتحدة - )  (بالإنجليزية: Rob Newton)‏ هو لاعب كريكت بريطاني. لعب مع نادي مقاطعة نورثامبتونشير للكريكت ‏.

## وصلات خارجية
- روب نيوتن على موقع إي آس بي آن كريك إنفو (الإنجليزية)